# Бухарестский договор (1916)
Бухарестский договор 1916 года — договор подписанный между Румынией и странами Антанты 4 (17) августа 1916 года в Бухаресте. Договор оговаривал условия, при которых Румыния соглашалась присоединиться к Первой мировой войне на стороне Антанты, в частности обещания территориальных приобретений за счет Австро-Венгрии. Подписавшие стороны обязались хранить в тайне содержание договора до заключения общего мира.

## Переговоры
В 1915 году подполковник Кристофер Томсон, свободно говоривший по-французски, был отправлен в Бухарест в качестве британского военного атташе по инициативе Китченера по вовлечению Румынии в войну. Но когда он там был, он быстро сформировал мнение, что неподготовленная и плохо вооружённая Румыния, столкнувшаяся с войной на трёх фронтах против Австро-Венгрии, Турции и Болгарии, будет обузой, а не активом для союзников. Это мнение было отвергнуто Уайтхоллом, и он подписал (с предчувствием) Военную конвенцию с Румынией 13 августа 1916 года. Томпсон стал главой британской военной миссии.

## Условия
Предлагаемая демаркационная линия с Венгрией. Отметим, что договор 1916 года не передал Бессарабию Румынии.
Договор состоял из двух частей: политического договора (семь статей) и военной конвенции (семнадцать статей). Румынское правительство должно было объявить войну Австро-Венгрии, в соответствии с положениями военной конвенции, не позднее 28 августа (новый стиль), согласно политическому договору. Взамен она должна была получить следующие территории:
- Трансильвания, Кришана и Мармарош, территории, управляемые Венгрией, но с этническим румынским большинством и венгерским и немецким меньшинствами, с западной границей, доходящей до реки Тиса.
- Вся территория Баната находилась под управлением Венгрии со смешанным румынским (37,42 %), немецким (24,50 %), сербским (17,97 %) и венгерским (15,31 %) населением.
- Большая часть Буковины (весь регион, кроме части к северу от реки Прут), территория, управляемая Австрией, с преобладающим румынским населением.

Точные границы, предусмотренные договором, были границами довоенной Румынии (статья I) и теми, которые ей было разрешено присоединить из Австро-Венгрии, до демаркационной линии, описанной в статье IV: 
Линия разграничения начнется на Пруте в точке нынешней границы между Румынией и Россией возле Новоселицы и будет подниматься по этой реке до границы Галиции в месте слияния Прута и Черемоша. Оттуда он будет следовать по границе Галиции и Буковины, а также Галиции и Венгрии до мыса Стиг (холм 1655 г.). С этого момента он будет следовать по линии разделения Тисы и Визо, пока не достигнет Тиса в деревне Требуза вверх по течению от места, где он соединяется с Визо. С этого момента он будет спускаться по тальвегу реки Тиса на 4 километра вниз по течению от её слияния с Самосом, оставляя деревню Вашарошнамень в Румынии. Затем он продолжится в юго-западном направлении до точки в 6 км к востоку от города Дебрецен. С этого момента, она достигнет Кёрёш 3 км вниз по течению от союза двух его притоков (в Кришул-Алб и Кришул-Репеде). Затем он присоединится к Тейссу на линии с деревней Альгьё, к северу от Сегеда, проходя к западу от деревень Орошхаза и Бекессамсон.; В 3 километрах от последнего он сделает небольшой поворот. От Альгьё линия будет спускаться по тальвегу Тисы до его впадения в Дунай и, наконец, пойдет по тальвегу Дуная до нынешней границы Румынии.
В статье IV Румыния также обязалась не строить укреплений напротив Белграда и возместить сербам из Баната их собственность, если они эмигрировали из Румынии в течение двух лет после заключения мира.
В статье V политической конвенции подписавшие пообещали не заключать сепаратный мир, а также обязали Великобританию, Францию, Италию и Россию позволить Румынии аннексировать территории, указанные в статье IV, в результате мирного договора. Антанта также гарантировала Румынии равные права со своими союзниками на Мирной конференции в статье VI политического договора. Статья VII обязывала подписавших сторон хранить конвенцию в секрете до подписания общего мира.